# Deserção de Viktor Belenko
A deserção de Viktor Belenko se deu em 6 de setembro de 1976, quando o tenente Viktor Belenko das Forças de Defesa Aérea Soviética voou no seu Mikoyan-Gurevich MiG-25 P de perto de Vladivostok, no extremo leste da União Soviética, para o aeroporto de Hakodate em Hokkaido, província do Japão.
Sua deserção para os Estados Unidos causou tensão entre o Japão e a União Soviética, especialmente depois de especialistas japoneses e americanos terem movido a aeronave para a Base Aérea de Hyakuri e o terem desmontado. Ele foi devolvido para a União Soviética em caixas com algumas partes faltando. O exame da aeronave revelou aos EUA que, apesar de sua impressionante velocidade, o MiG-25 não era o super-caça que eles temiam.
A Viktor Belenko foi concedido asilo político nos EUA e posteriormente tornou-se um consultor militar no país. Ele também se tornou palestrante e empresário. Mais tarde, ele visitou Moscou em 1995.

## Contexto

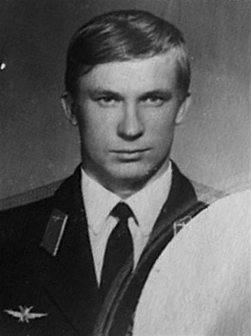
Viktor Belenko

Durante a Guerra Fria houve muitas deserções por pilotos e tripulações. Belenko não foi o único piloto a ter desertado da URSS desta maneira, nem foi ele o primeiro desertor do bloco Soviético. Além de pilotos desertarem por sua própria vontade, houve esforços do ocidente para incentivar deserções, começando com a Operação Moolah dos EUA, que visaram incentivar os pilotos de MiG-15 na Coreia do Norte a desertarem. O Kuomintang governando Taiwan ofereceu ouro para pilotos desertores chineses, e a Operação Dinheirinho Rápido foi similar à Operação Moolah, embora destinada a incentivar a deserção de um piloto de MiG-21 no Vietnã do Norte. Operação Diamante foi uma operação israelense semelhante à Operação Dinheirinho Rápido, e foi bem sucedida na deserção do piloto iraquiano Munir Redfa com seu MiG-21.
Em março e maio de 1953, dois pilotos da Força Aérea polonesa voaram um MiG-15 para a Dinamarca. Mais tarde, em 1953, o piloto norte-coreano No Kum Sok voou no seu MiG-15 para uma base aérea americana na Coreia do Sul; este MiG está em exposição permanente no Museu Nacional da Força Aérea dos EUA. Anos mais tarde um capitão soviético Aleksandr Zuyev voou seu MiG-29 para Trabzon, Turquia, em 20 de maio de 1989.

## O Voo

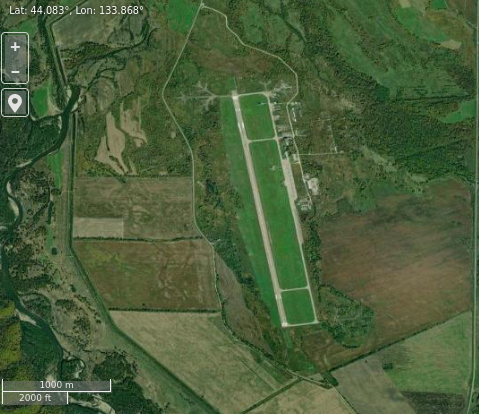
Base Aérea de Chuguyevka

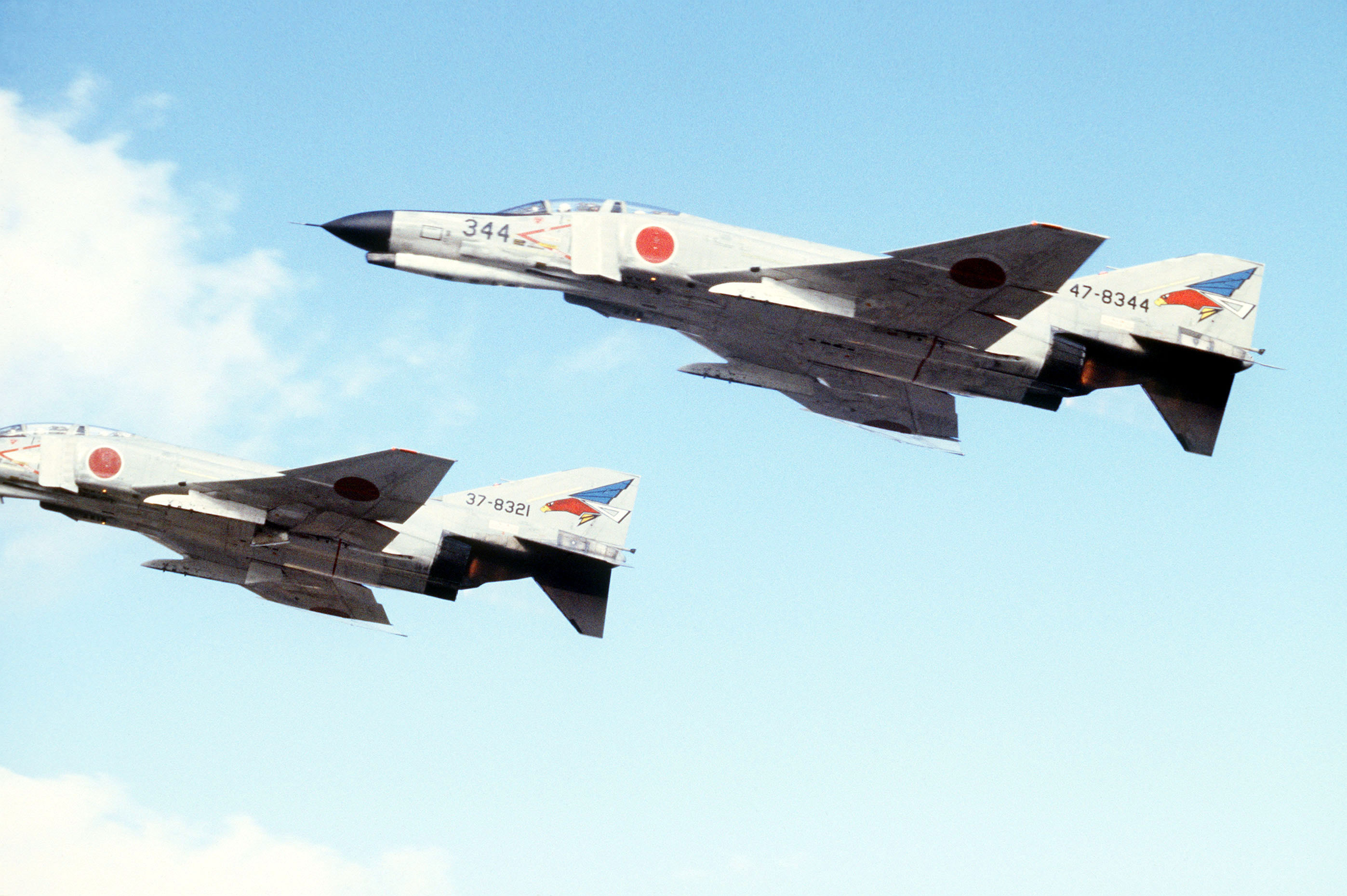
Força de Defesa Áerea do Japão, F-4EJ do 302º Esquadrão

Em 6 de setembro de 1976, Belenko e vários outros pilotos de seu esquadrão das Forças de Defesa Aérea Soviética partiram da base aérea de Chuguyevka a cerca de 300 km de Vladivostok em um voo de treino. Belenko seguiu o plano de voo na primeira guinada antes de descer rapidamente e sair para o mar.
Às 13:10 horas um radar japonês detectou o avião de Belenko e por volta das 13:20 horas dois aviões F-4EJ da 302º Esquadrão de Força Tática decolaram da Base Aérea de Chitose, perto de Sapporo.
O mapa que Belenko possuía mostrava somente a Base de Chitose, a qual ele planejava inicialmente aterrissar. Ele esperava ser interceptado e escoltado por aviões até a base militar. Entretanto, o tempo estava bem nublado e o radar de solo não conseguiu identificar adequadamente a aeronave de Belenko. Tampouco as aeronaves que tinham decolado conseguiram localizá-lo.
Com o combustível perto do fim e precisando aterrissar urgentemente, ele finalmente localizou o Aeroporto de Hakodate, a sul de Hokkaido.

## Aterrissagem

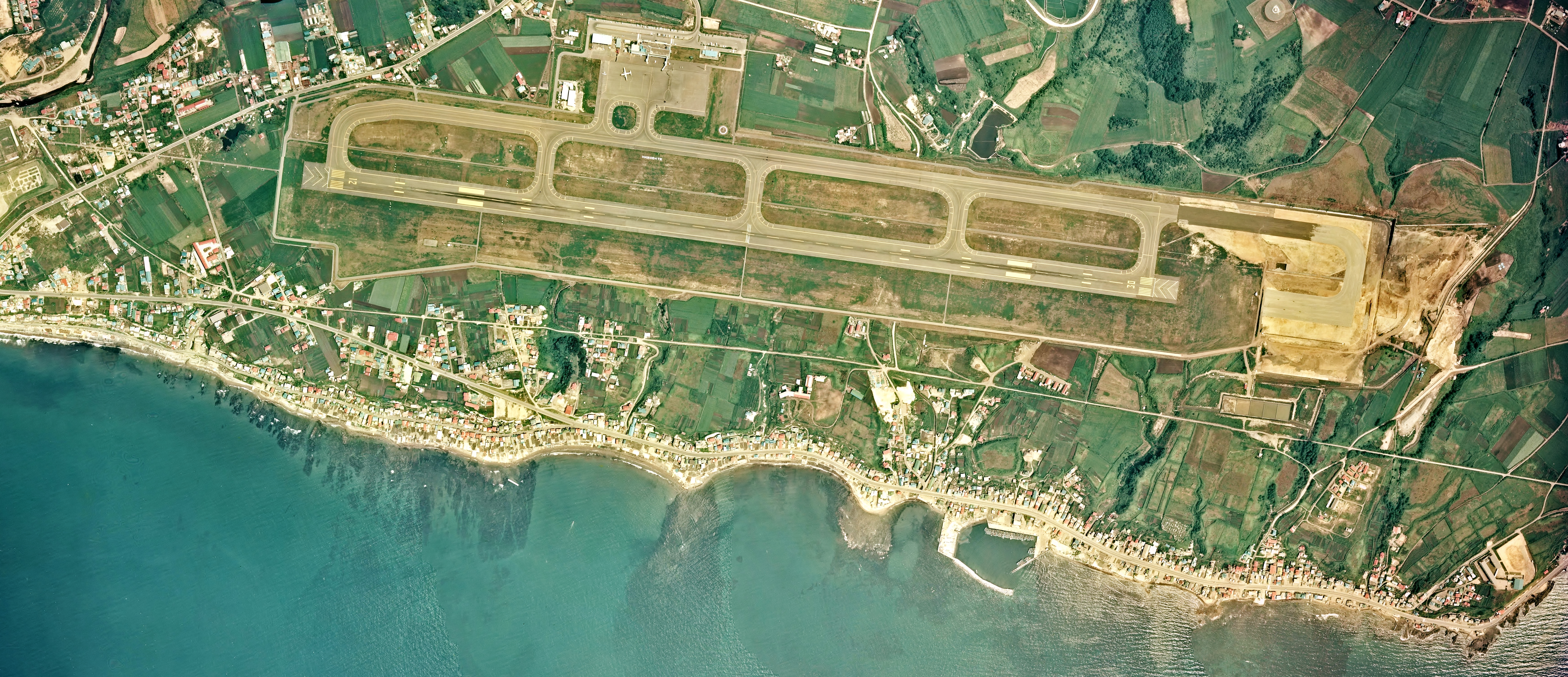
Aeroporto de Hakodate em 1976

Belenko deu a volta em Hakodate três vezes e aterrissou com apenas 30 segundos de combustível no tanque. No procedimento de aterrissagem ele quase atingiu um Boeing 727 comercial que estava decolando. O aeroporto de Hakodate era muito pequeno e curto para sua aeronave; mesmo depois de ativar e soltar o paraquedas do avião o pneu do trem de pouso da frente estourou e o avião acabou avançando 240 metros para além do fim da pista.
Belenko tinha a intenção de aterrissar em uma base militar. A população local acabou aglomerando no local, até mesmo tirando fotos. Belenko acabou atirando para o ar com sua pistola de serviço.
O controle aéreo do aeroporto chamou a polícia, que chegou por volta das 14:10 horas e acabou fechando o aeroporto.